# Eois quadrilatera
Eois quadrilatera là một loài bướm đêm trong họ Geometridae.